# L'Aventure de Johnnie Waverly
L'Aventure de Johnny Waverly (The Adventure of Johnnie Waverly) est un téléfilm britannique de la série télévisée Hercule Poirot, réalisé par Renny Rye, sur un scénario de Clive Exton, d'après la nouvelle L'Enlèvement de Johnnie Waverly, d'Agatha Christie.
Ce téléfilm, qui constitue le 3e épisode de la série, a été diffusé pour la première fois le 22 janvier 1989 sur le réseau d'ITV.

## Synopsis
Mme et M. Waverly reçoivent une lettre leur demandant une grosse somme d'argent s'ils ne veulent pas voir leur fils enlevé le lendemain à midi. Puisque la police ne prend pas au sérieux les menaces, M. Waverly fait appel à Poirot. 
Celui-ci, accompagné de Hastings, se rend dans la demeure de M. Waverly pour protéger le bambin, et l'inspecteur Japp finit par les rejoindre avec une douzaine d'agents. Mais malgré toutes les précautions prises, l'enlèvement a lieu, ce qui laisse penser à l'implication d'un proche.

## Fiche technique
- Titre français : L'Aventure de Johnnie Waverly
- Titre original : The Adventure of Johnnie Waverly
- Réalisation : Renny Rye
- Scénario : Clive Exton, d'après la nouvelle L'Enlèvement de Johnnie Waverly (1923) d'Agatha Christie
- Décors : Mike Oxley
- Costumes : Linda Mattock
- Photographie : Peter Jessop
- Montage : Jon Costello
- Musique : Christopher Gunning
- Casting : Rebecca Howard
- Production : Brian Eastman
  - Peoduction déléguée: Nick Elliott et Linda Agran
- Sociétés de production : Picture Partnership Productions, London Weekend Television
- Durée : 50 minutes
- Pays d'origine :  Royaume-Uni
- Langue originale : Anglais britannique
- Genre : Policier
- Ordre dans la série : 3e épisode - (3e épisode de la saison 1)
- Première diffusion :
  -  Royaume-Uni : 22 janvier 1989 sur le réseau d'ITV

## Distribution
- David Suchet (VF : Roger Carel) : Hercule Poirot
- Hugh Fraser (VF : Jean Roche) : Capitaine Arthur Hastings
- Philip Jackson (VF : Claude d'Yd) : Inspecteur-chef James Japp
- Pauline Moran (VF : Laure Santana) : Miss Felicity Lemon
- Geoffrey Bateman (VF : Michel Papineschi) : Marcus Waverly
- Julia Chambers (VF : Virginie Ledieu) : Ada Waverly
- Dominic Rougier : Johnnie Waverly
- Patrick Jordan : Tredwell (le majordome)
- Carol Frazer : Jessie Withers (la nounou)
- Sandra Freeman : Miss Collins (la gouvernante)
- Robert Putt : Rogers (le vagabond)
- Patrick Connor : Hughes
- Phillip Manikum : un sergent de police
- Jona Jones : un agent de police
- Jonathan Magnanti : un agent de police
- Samantha Beckinsale : la serveuse

## Analyse

### Différences avec la nouvelle
Les personnages de l'inspecteur Japp et Miss Lemon sont absents de la nouvelle. C'est l'inspecteur McNeil qui est chargé de l'affaire, même s'il n'est que cité.
La nouvelle commence après l'enlèvement de l'enfant, lorsque Mr et Mrs Waverly rendent visite à Poirot pour lui demander son aide. Alors que dans le téléfilm, Mr Waverly engage Poirot après avoir reçu une troisième lettre de menace, avant l'enlèvement de l'enfant. L'enlèvement n'intervient qu'à la moitié de l'épisode.